# Baaltis
Baaltis, Baalat o Baalat Gebal, en la mitología de Oriente Medio, es el nombre que recibe una divinidad femenina que acompañaba a Baal. Era considerada por los fenicios y los sirios como la esposa o la hermana de este dios.
Como Ba'alat Gebal o "Señora de Biblos", era la diosa de la ciudad de Biblos, Fenicia en la antigüedad. Para los griegos era conocida además de como Baaltis, como Atargatis.
Fue identificada generalmente con la diosa pan-semita 'Ashtart (Astarté) y al igual que ella, equiparada a la diosa Afrodita - Venus o Diana y a veces, como esposa de Saturno y se le calificaba como la señora de la vida.
Para el fenicio Sanjuniatón sería la hermana de Astarté y Astarot y la llama Dione, lo que significa que la identificó tanto con Astarot como con la madre de la griega Afrodita, la diosa titana Dione. Para Sanjuniatón,  Baaltis/Dione, como Astarot y Astarté, era hermana y esposa de 'El y puntualiza que dio a luz a las hijas de El y que fue El quien la dio la ciudad de Biblos.
Iconográficamente se la representa como Astarté o con aspectos de ella o diosas similares con dos altas plumas verticales en su tocado. 
El templo de Baalat en Biblos fue construido alrededor de 2700 a. C. Empiezan a aparecer dedicatorias egipcias desde la segunda a la sexta dinastías egipcias. Dos de estas inscripciones equiparan a Baalat con la diosa egipcia Hathor, una de ellas en una esfinge encontrada en Serabit el-Jadim, en el Sinaí, donde en escritura sinaítica se descifra "amado de Baalat", equivalente a "amado de Hathor", aunque da también la referencia a Qudšu (Qadesh), que es Astarot.